# Thórir Jökull Steinfinnsson
Thórir Jökull Steinfinnsson (eredeti írásmód: Þórir Jökull Steinfinnsson; Nyugat-Izland, 1180 körül – Örlygsstaðir, 1238) izlandi szkald (költő).
Az 1238. augusztus 21-én zajlott örlygsstaðiri csata során elfogták és öt másik harcossal együtt kivégezték; mindük neve fennmaradt az Íslendinga sagában, ami a Sturlunga saga része. Kivégzőjének azt választották, akinek fivérét Thórir megölte a bæri csatában 1237. április 28-án.
Kivégzése előtt Thórir elszavalta egy versét, ez az egyetlen fennmaradt műve.

## A vers
| Upp skal á kjöl klífa, köld er sjávar drífa. Kostaðu hug að herða, hér skaltu lífið verða. Skafl beygjattu skalli, þótt skúr á þig falli. Ást hafðir þú meyja, eitt sinn skal hver deyja. – A szöveg mai izlandi helyesírással | Kapaszkodj fel a tőkére, a tengerről hideg, sóillatú szél fúj. Ne hagyd, hogy elszökjön bátorságod, itt ér most véget az életed. Ne mutass félelmet, tar fejű, hulljon bár homlokodra az eső. Téged is szerettek egykor a leányok. Egyszer mindenkinek véget ér az ideje. – Nyersfordítás az angol fordítás alapján | A kemény tőkére hajtod a fejedet, a tengeren sós, hideg szél éled. Acélos bátorság fűtse a szívedet, Ennyi volt, itt ér véget az élet. Félelmet szemernyit se mutassál, verjen bár jéghideg záporeső. Szép volt az élet, nőkkel mulattál. Egyszer mindenkinek itt az idő. – Költőibb fordítás |